# Christian Friedrich Voß

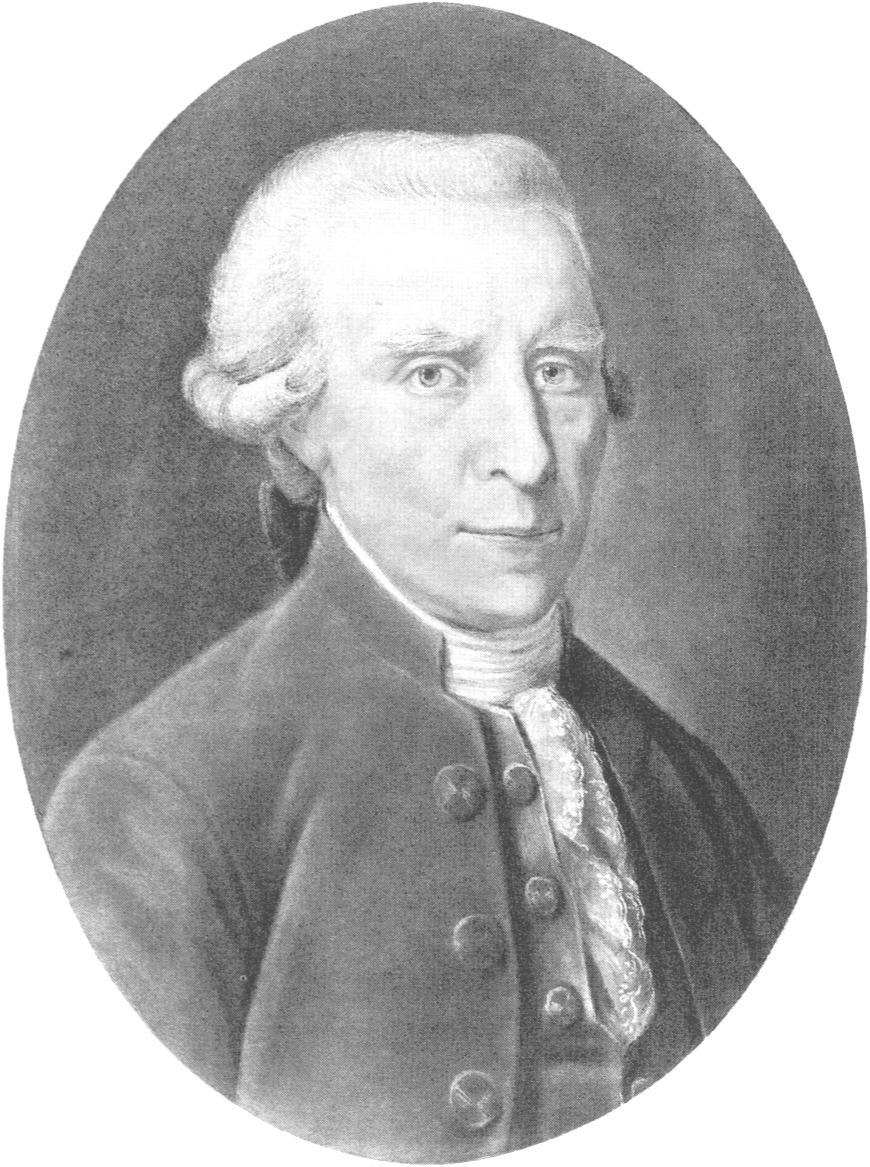
Christian Friedrich Voß

Christian Friedrich Voß (* 11. Oktober 1724 in Lübben; † 24. April 1795 in Berlin) war ein deutscher Verleger. Unter anderem verlegte er die Vossische Zeitung.

## Leben
Christian Friedrich Voß wurde als Sohn des Lübbener Verlagsbuchhändlers Johann Georg Voß (auch George Voß, † 1732) geboren. Er besuchte die Stadtschule in Lübben und lernte dann von 1740 bis 1746 beim Berliner Buchhändler und Zeitungsverleger Johann Andreas Rüdiger, dessen Tochter Dorothea Henrietta er 1748 heiratete. Im selben Jahr eröffnete er eine Berliner Filiale in der Königstraße (heute Rathausstraße). 1751 wurde das Privileg zur Herausgabe der Berlinischen privilegirten Zeitung von Rüdiger auf seinen Schwiegersohn Voß übertragen. Seitdem führte sie den inoffiziellen Titel Vossische Zeitung, der 1911 auch offiziell wurde. Im Buchverlag Voß erschienen unter anderem Werke von Gotthold Ephraim Lessing , Friedrich II., Johann Gottfried Herder und Jean Paul sowie verschiedene Zeitschriften, darunter die Physicalischen Belustigungen (1751–1757) und Lessings Theatralische Bibliothek (1754–1758). Voß gehörte der Freimaurerloge Zur Eintracht in Berlin an.
1779 nahm Voß seinen ältesten Sohn Christian Friedrich Voß (1755–1795) als Gesellschafter in das Unternehmen auf und übertrug ihm das Geschäft 1791. Schon am 22. April 1795 aber starb dieser Sohn, zwei Tage vor seinem Vater. Die Vossische Zeitung erbte nach einem längeren Rechtsstreit Marie Friederike, geb. Voß, die mit dem königlichen Münzdirektor Karl Gotthelf Lessing verheiratet war. Zwischen 1795 und 1798 war Johann Daniel Sander Geschäftsführer des Verlags.